# Velika Bukovica
Velika Bukovica je naseljeno mjesto u općini Travnik, Federacija Bosne i Hercegovine, BiH.

## Stanovništvo

### 1991.
Nacionalni sastav stanovništva 1991. godine, bio je sljedeći:
ukupno: 235
- Hrvati – 132
- Muslimani – 102
- ostali, neopredijeljeni i nepoznato – 1

### 2013.
Nacionalni sastav stanovništva 2013. godine, bio je sljedeći:
ukupno: 99
- Bošnjaci – 71
- Hrvati – 28